# Wilmington (North Carolina)
Wilmington ist eine City im Südosten des US-Bundesstaates North Carolina. Die am Cape Fear River gelegene Hafenstadt ist County Seat von New Hanover County.
Wilmington besitzt eine historische Innenstadt, geprägt von herrschaftlichen Häusern im Antebellum-Stil. Durch die Atlantiknähe Wilmingtons gewinnt der Tourismus zunehmend an wirtschaftlicher Bedeutung, ebenso wie durch die seit den 1980er Jahren stark vertretene Filmindustrie.
Die Stadt besitzt einige Bezeichnungsvarianten wie New Carthage, New Liverpool, New Town und Newton.

## Geschichte und Stadtentwicklung
| Jahr | Einwohner¹ |
| ---- | ---------- |
| 2000 | 90.110     |
| 2010 | 106.478    |
| 2020 | 115.451    |

Die Stadt bekam ihren Namen zu Ehren des englischen Earl of Wilmington im Jahre 1739. Mit der Erfindung der Dampfschifffahrt und der zunehmenden Bedeutung der Eisenbahn wuchs Wilmington in der ersten Hälfte des 19. Jahrhunderts zur bedeutenden Hafenstadt. Im Sezessionskrieg spielte Wilmingtons Hafen aufgrund der Handelsblockade durch die Union für die Versorgung der Konföderierten mit Waffen und Bedarfsgütern eine entscheidende Rolle. Nach dem Bürgerkrieg etablierte sich eine schwarze Mittelklasse, die die Missgunst reaktionärer Weißer auf sich zog. Dieser Konflikt gipfelte in den Rassenunruhen von 1898. Bei diesen attackierten ca. 1500 Rassisten unter Führung des Demokraten Alfred Moore Waddell am 10. November 1898 ein schwarzes Verlagshaus und vertrieben die demokratisch gewählte Stadtregierung. Bei dieser Aktion (bekannt als das Wilmington-Massaker von 1898) handelt es sich um den einzigen erfolgreichen Staatsstreich  in der Geschichte der USA. Es wurden zwischen 10 und 100 Afroamerikaner ermordet. Über 2100 Schwarze flohen aus der Stadt und veränderten damit die ethnische Zusammensetzung. Nach den Morden war Wilmington wieder mehrheitlich weiß. North Carolina führte anschließend Wahlbedingungen ein, die vielen Schwarzen de facto das Wahlrecht nahmen.
In der Zeit der Weltwirtschaftskrise in den 1930er Jahren wurden zur Stabilisierung der lokalen Wirtschaft Marinewerften gegründet. 1947 wurde das Wilmington College, heute University of North Carolina at Wilmington, gegründet. Der drohende wirtschaftliche Ruin der Stadt durch die Verlegung des Sitzes der Eisenbahngesellschaft 1955 von Wilmington nach Florida wurde durch den Zusammenschluss lokaler Geschäftsleute aufgefangen, die in den Folgejahren diverse Industriezweige nach Wilmington holten. In den 1970er Jahren kümmerte sich die Gemeinde um die Restaurierung der historischen Innenstadt, was sich bis heute positiv auf die Tourismuseinnahmen auswirkt.
Bedeutend für den Aufschwung war ferner Anbindung an die Interstate 40 in den 1990er Jahren. In dieser Zeit entwickelte sich Wilmington zu einer der am schnellsten wachsenden Gemeinden der USA. Der Flughafen Wilmington International Airport oder auch New Hanover County International Airport liegt 6 km nördlich des Stadtzentrums.

## Filmindustrie
Die Filmindustrie, die Mitte der 1980er Jahre nach Wilmington kam, stellt einen wichtigen Faktor für den wirtschaftlichen Aufschwung der Stadt dar. Wilmington ist nach Hollywood und New York das drittgrößte Zentrum der US-amerikanischen Filmindustrie und beispielsweise Drehort der Filme Blue Velvet und Kap der Angst und von Fernsehserien wie Matlock, Dawson’s Creek, One Tree Hill, Under The Dome und Sleepy Hollow.
1993 starb Brandon Lee an den Verletzungen, die er in Wilmington während der Dreharbeiten zum Film The Crow – Die Krähe durch einen Unfall erlitten hatte. Im Mai 2008 wurde in Wilmington der Film A Good Old Fashioned Orgy, im März 2012 der Film Conjuring – Die Heimsuchung gedreht.

## Besonderheiten
Aus dem moorigen Umland von Wilmington stammt die bekannte fleischfressende Pflanze Venusfliegenfalle.
Im Cape Fear River liegt das Kriegsschiff North Carolina, das im Zweiten Weltkrieg im Einsatz war. Es dient heute als Museumsschiff.
Am 2. September 2020 ernannte US-Präsident Donald Trump die Stadt zur ersten „World War II Heritage City“ der Vereinigten Staaten, also als Kulturerbestadt bezogen auf den Zweiten Weltkrieg.

## Bildung
Die University of North Carolina at Wilmington ist mit ca. 16.500 Studenten in der Stadt angesiedelt.

## Söhne und Töchter der Stadt
- David Walker (1785–1830), Abolitionist
- William W. J. Kelly (1814–1878), Politiker
- James Thorington (1816–1887), Politiker
- John Decatur Barry (1839–1867), Brigadegeneral der Konföderierten
- John Dillard Bellamy (1854–1942), Politiker
- Edwin Alderman (1861–1931), Universitätspräsident
- Robert Robinson Taylor (1868–1942), Architekt
- Jane Barnell (1877–1951), Schauspielerin und eine Jahrmarktssensation
- Charles J. Mendelsohn (1880–1939), Schriftsteller
- Frank Holmes (1885–1980), Hoch- und Weitspringer
- Sammy Davis Sr. (1900–1988), Sänger
- Alton Asa Lennon (1906–1986), Politiker
- Robert Ruark (1915–1965), Schriftsteller und Journalist
- David Brinkley (1920–2003), Journalist
- Percy Heath (1923–2005), Jazz-Kontrabassist
- Clarence Clyde Ferguson junior (1924–1983), Botschafter
- James Madison Lee (1926–2017), Generalleutnant der United States Army
- Andy McGhee (1927–2017), Jazzmusiker
- Floyd Standifer (1929–2007), Jazzmusiker und Musikpädagoge
- Billy Bland (1932–2017), Rhythm-and-Blues-Sänger
- Mary Ann Caws (* 1933), Literaturwissenschaftlerin und Kunsthistorikerin
- Sam Jones (1933–2021), Basketballspieler
- Sonny Jurgensen (* 1934), American-Football-Spieler
- Charlie Daniels (1936–2020), Country-Musiker
- Roman Gabriel (1940–2024), American-Football-Spieler
- William W. Hartzog (1941–2020), General der United States Army
- Sugar Ray Leonard (* 1956), Boxer
- Clarence Kea (* 1959), Basketballspieler
- Michael Jordan (* 1963), Basketballspieler
- Lori Henry (* 1966), Fußballspielerin
- Michael Lovato (* 1973), Triathlet
- Lara Trump (* 1982), TV-Moderatorin, Fernsehproduzentin und Wahlkampfberaterin
- Carmen Hart (* 1984), Pornodarstellerin
- Stoya (* 1986), Pornodarstellerin
- Tamera Young (* 1986), Basketballspielerin
- Paul Teal (1989–2024), Schauspieler
- Mike Völlmin (* 1993), US-amerikanisch-Schweizer Eishockeyspieler
- Alex Highsmith (* 1997), American-Football-Spieler
- Keegan Smith (* 1998), Tennisspieler

## Städtepartnerschaften
Wilmington ist Partnerstadt der folgenden Städte:
- Barbados, Bridgetown
- Volksrepublik China, Dandong
- Vereinigtes Königreich, Doncaster